# Zeche Mühlmannsdickebank
Die Zeche Mühlmannsdickebank ist ein ehemaliges Steinkohlenbergwerk in Essen-Heisingen. Die Zeche war auch unter dem Namen Zeche Mühlmanns Dickebank bekannt.

## Geschichte

### Die Anfänge
Bereits im 18. Jahrhundert wurde hier schon Steinkohle abgebaut. Am 8. März 1792 erteilte der Abt von Werden die Konzession zum Kohleabbau. Als Gewerken des neuen Bergwerks wurden Heinrich Luthen, Wilhelm Mühlmann und Heinrich Mühlmann ins Bergbuch eingetragen. Die Konzession wurde auf das gleichnamige Flöz Mühlmannsdickebank erteilt. Das Flöz befand sich zwischen den beiden Bergwerken Flor und Fledermaus. Am 10. Januar des Jahres 1802 verkaufte Wilhelm Mühlmann zwei Kuxe an Heinrich Mühlmann. Am 12. Oktober des Jahres wurde von der Gewerkschaft eine Mutung auf das Tiefste des Bergwerks eingelegt. Am 30. Mai des Jahres 1836 war der Termin für die Inaugenscheinnahme. Bei diesem Termin konnten die Gewerken ein entblößtes Flöz mit einer Mächtigkeit von 36 Zoll präsentieren. Der Fundort befand sich in einer Entfernung von 192 Lachtern vom Mühlmanns-Kotten. Am 17. September und am 5. Oktober desselben Jahres wurde ein Längenfeld verliehen. Im Laufe der darauffolgenden Jahre wurde das Bergwerk stillgelegt.

### Die weiteren Jahre
Im Jahr 1855 wurde das Bergwerk vermutlich neu gegründet und wieder in Betrieb genommen. Grubenverwalter war der Gewerke Arnold Oertgen. Die Berechtsame umfasste ein Längenfeld. Am 5. April desselben Jahres verkaufte die Witwe des Schichtmeisters Cristian Kahrmann drei Kuxe an den Grubenverwalter und behielt noch 4 1/7 Kuxe in ihrem Besitz. Im Jahr 1856 wurde nachweislich Abbau betrieben. Im Jahr 1858 erfolgte eine tiefere Lösung durch den Tiefbau der Zeche Flor & Flörchen. Im Jahr 1860 wurde über der 1. Tiefbausohle der Zeche Flor & Flörchen bei einer Teufe von 97 Metern abgebaut, die Förderung der Kohle erfolgte im Haupttiefbauschacht der Zeche Flor & Flörchen. Im Jahr 1865 war das Bergwerk nachweislich noch in Betrieb. Ab April des Jahres 1870 wurde die Zeche Mühlmannsdickebank stillgelegt. Im Jahr 1872 konsolidierte die Zeche Mühlmannsdickebank mit weiteren Bergwerken zur Zeche Vereinigte Flor & Flörchen.

## Förderung und Belegschaft
Die ersten bekannten Förder- und Belegschaftszahlen des Bergwerks stammen aus dem Jahr 1861. In diesem Jahr wurden mit 20 Bergleuten 40.785 preußische Tonnen Steinkohle gefördert. Im Jahr 1867 förderten 31 Bergleute 217.589 Scheffel Steinkohle. Die letzten bekannten Förder- und Belegschaftszahlen des Bergwerks stammen aus dem Jahr 1869, in dem mit 21 Bergleuten 6013 Tonnen Steinkohle gefördert wurden.